# ウィリーとフィル 危険な関係
『ウィリーとフィル 危険な関係』（ウィリーとフィル きけんなかんけい、Willie & Phil）は1980年のアメリカ映画。日本では、劇場未公開で、JSB（現WOWOW）、ザ・シネマで放送された

## 概説
トリュフォーの『突然炎のごとく』をモチーフにした不思議な三角関係を描いた青春恋愛映画。

## あらすじ
1970年からの約10年間の、男女三人に起きるできごとを描く。主な舞台はカウンター・カルチャーのニューヨーク。
ユダヤ系の英語教師のウィリーと、イタリア系のファッション写真家フィルとは、ブリーカー・ストリートの映画館での『突然炎のごとく』の上映を一緒にみて、意気投合する。二人が出会った「自由な考えの女性」ジャネットとの関係が描かれる。

## スタッフ
- 製作・監督・脚本：ポール・マザースキー
- 製作：トニー・レイ
- 撮影：スヴェン・ニクヴィスト
- 音楽：クロード・ボラン
- 音楽協力：ジョルジュ・ドルリュー

## キャスト
- マイケル・オントキーン：ウィリー・カウフマン（塩沢兼人）
- マーゴット・キダー：ジャネット・サザーランド
- レイ・シャーキー：フィル・ダミーコ
- ナタリー・ウッド：本人役
- ジャン・マイナー：マリア・カウフマン（ウィリーの母）
- トム・ブレナン：サル・カウフマン（ウィリーの父）
- クリスティーヌ・デ・ベル：レナ
- ラリー・フィッシュバーン：ウィルソン（ウィリーが勤める学校の生徒）

吹替版初回放送：TBS 1984年11月23日